# Диапсиди
Диапсидите (Diapsida) са клад животни от групата на амниотите.
Те се характеризират с двата специфични странични отвора в черепите им, развили се преди 300 милиона години, през късния карбон, въпреки че някои от тях впоследствие са загубили единия или дори двата отвора, а други имат силно видоизменени черепи. Диапсидите са много разнородна група, включваща съвременните крокодили, гущери, змии, костенурки и птици.

## Класификация
Diapsida – Диапсиди
- †Araeoscelidia
- Neodiapsida